# 松尾晴美
松尾 晴美（まつお はるみ、1973年5月8日 - ）は、日本のドッグトレーナー。

## 略歴
生まれてすぐに新生児メレナという病気になり輸血が必要になる。輸血で沢山の人から命を救ってもらう。ものごころついたころから犬と一緒にいて、悲しいときも嬉しいときも感情を共にしたのが犬でした。 小学１年生の頃、テレビ番組「刑事犬カール」を観る。女性警官と警察犬カールが人を救っていく姿に松尾晴美は、大きくなったら人に助けられたから今度は自分が助けていきたいと考える。好きな犬と一緒だったらできる、犬と共に一緒に歩きたい、それが、きっかけで警察犬の訓練士になる。
小学四年生のときから犬の訓練を自分で本をみながらやりだす。 高校生になり一度訓練所というところに行ってみたくなり夏休み自分で調べて千葉の訓練所へ出向く。そのころは訓練所は男性訓練士が多くまた誰のつてもなかったためにはね除けられる。三日目にやっと話をきいてくれて卒業したら勉強にきてもよいと言われる。高校卒業後、訓練所を行き来しながら犬の訓練を勉強する。成人して25歳も過ぎた頃には、長崎県で犬の訓練をしながら生計をたてていたころに長崎県警の方がたまたま近くで窃盗があり仕事できていた。その時に長崎県には警察犬が不足しているといった話を。 警察犬を長崎県にたくさんつくろう！ そう心に決めて警察犬をつくるのに専念した。犬と人もいる！ そう思い警察犬をやりたい人を募集する。そのうち訓練所もたちあげる。長崎県警に警察犬をたくさん作り上げようと無我夢中でつきすすむ。そのうち、長崎県警では何度も警察犬を連れて行方不明者や事件などで出動するようになり、何度も表彰を受けるようになる。佐世保市では功労賞までいただき益々、犬育成にのめり込んでいった。

2010年には、萬田久子の出演のCM～FONTANEにて、ハウステンボスの撮影で松尾晴美が調教した犬(ダルメシアン)名前めぐちゃんが使われ、萬田久子さんに犬を手渡しリードの持ち方など教え。萬田久子さんにこれからも頑張ってねと言われたことが更に犬の訓練に力をいれるようになる。

## 趣味
詩集、音楽鑑賞、ヨガ、読書。

## 特技
料理は、好きだったために聖和女子学院にて家庭科クラブを専攻する。
ピアノ演奏は、小さい頃から独学で家にあったオルガンをひいていた。

## 所属団体・資格
- 公益社団法人日本警察犬協会　公認訓練士
- 一般社団法人全日本犬訓練士連合協会　正会員
- 一般社団法人ジャパンケネルクラブ　公認訓練士
- 一般社団法人全日本動物専門教育協会　公認家庭犬訓練士（販売、保管、貸出、訓練、展示）

- 公益社団法人日本シェパード犬登録協会　公認訓練士

- 特定非営利活動法人日本社会福祉愛犬協会　顧問
- 長崎県警察本部　元嘱託犬指導士

## 経歴
- 動物看護士資格取得（2003年）

- 春季関東チャンピオン決定　プリンス賞獲得　犬種：ドーベルマン　審査会犬名：レニ・オブ・ツクモナバキソウ　種別：幼犬特牡（2005年）

- 社団法人　日本警察犬協会公認　三等訓練士　取得（2006年）
- 動物取扱責任者資格　取得（2006年）
- 社団法人　日本シェパード犬登録協会　三級公認訓練士　取得（2006年）

- 春季・特別東日本ランデス・ジーガー展　単独ジーガー獲得　犬種：シェパード　犬名：ハイン　フォム　セイント　ミウラ　種別：幼犬B牡（2007年）
- 長崎県警察本部嘱託犬指導士　合格（2007年）

- 社団法人　日本シェパード犬登録協会　二級公認訓練士　取得（2008年）
- 社団法人日本警察犬協会本部公認　松尾警察犬訓練所　設立（2008年）

- 特定非営利活動法人　ジャパン使役犬活動センター　設立（2012年）

- わんわんパトロール隊隊長任命（2013年）
- 成田国際空港株式会社と爆発物探知犬の訓練や育成方法について助言するアドバイザリー契約（契約は、2018年3月で終了）（2014-2018）
- 佐世保市早岐警察署にて１日署長を任命される（2014年）

- NPO法人　日本社会福祉愛犬協会(KC)訓練士教師の資格を取得（2014年）
- 13歳のハローワーク公式サイト　社会人アドバイザリー就任（2014年）

- ジャパン使役犬活動センターと佐世保市が協定を結ぶ（2016年）

- ジャパン使役犬活動センター長崎県と協定を結ぶ（2017年）
- 日本社会福祉愛犬協会、 松尾晴美、事業部長顧問就任。現在に至る。（2017年）

- ジャパン使役犬活動センター行方不明捜索、大浦警察署から表彰される。（2018年）

- 株式会社警備会社サンコウ、トータル、サービスに警備犬育成にて採用される 現在も活躍中（2019年〜2021年）

- 松尾晴美は、日本初、成田空港に爆発物探知犬の導入に加わる
- カリスマ訓練士とも言われ警察からなど多くの感謝状など受賞し、世界一受けたい授業などの多くのメディアにも出演
- 成田空港爆発物探知犬のアドバイザー 3年間果たした。
- 成田国際空港爆発物探知犬のアドバイザリー（2015〜2018）
- 2018年9月 松尾警察犬訓練所（長崎県佐世保市）を閉鎖
- 2024年7月 西九州警察犬訓練所を再開

## メディア掲載
- 日本シェパード犬登録協会「Shepherd」表紙掲載（2008年3月号、日本シェパード犬登録協会）
- 日本警察犬協会「警察犬」表紙掲載（2009年8月号、日本警察犬協会）
- 日本警察犬協会「警察犬」表紙掲載（2011年4月号、日本警察犬協会）
- 日本シェパード犬登録協会「Shepherd」表紙掲載（2011年5月号、日本シェパード犬登録協会）
- 長崎県佐世保市東明中学校で夢を持つ大切さ説く（2011年、毎日新聞）
- 夢は叶う編（2012年4月〜9月、KTNテレビ長崎）
- 特盛りGopan（2012年9月25日、KTNテレビ長崎）
- あなたらしく輝けばいい編（2012年10月〜2013年3月、KTNテレビ長崎）
- 情報番組あっぷる！（2012年10月30日、NBC長崎放送）
- 塗装塗り直し活躍支援・業界団体「塗装」ボランティアで（2014年2月10日、長崎新聞）
- 世田谷ＦＭ（2014年3月11日、世田谷ＦＭ）
- ジョブチューン　刑事ドラマでは描かれない「リアルな警察」をぶっちゃけまくり！（2014年6月28日、TBS）
- スポットインさせぼ　空港でテロ対策・成田空港に警備犬配備（2014年8月14日、TVSテレビ佐世保）
- スーパーJチャンネルながさき　日本初の「空港警備犬」訓練中（2014年8月27日、NCC長崎文化放送）
- 峰竜太のミネスタに電話出演（2014年９月18日、ラジオ日本）
- 早岐わんわんパトロール隊総会（隊長　松尾晴美）（2014年10月5日、TVSテレビ佐世保）
- 松尾晴美、県警察学校で講話（2014年10月9日、日刊警察）
- あさじげ×ZIP！（2014年10月11日、NIB長崎国際テレビ）
- 健康カプセル（元気の時間）「禁煙」（2014年11月16日、TBS）
- ササガミ調査団「アイドルの握手で何をもらってる？」（2014年12月27日、フジテレビ）
- 愛犬家による地域見守り隊を早岐警察署と結成する（2015年、長崎新聞）
- 元気のアプリ（2015年1月13日、日本テレビ）
- 吾輩は犬である（2015年1月26日、エフエム東京）
- スーパーJチャンネルながさき（2015年2月19日、NCC長崎文化放送）
- モーニングバード（2015年5月29日、テレビ朝日）
- 見る人がみた（2015年5月30日、テレビ朝日）
- 世界一受けたい授業（2015年8月29日、日本テレビ）
- 日本警察犬協会「警察犬」表紙掲載（2016年3月号、日本警察犬協会）
- 夜の錦糸町鼻利かせ（2016年5月24日、読売新聞）
- 長崎新聞「石だたみ」で、松尾晴美Facebook紹介（2016年、長崎新聞）
- 世田谷ライフ（2016年、エイ出版社 No.56）
- 水曜日のダウンタウン（2016年11月30日、TBS）
- 長崎県稲佐署にて使役犬とのふれあいを子供たちにボランティア活動（2017年１月13日、長崎新聞）
- 使役犬と交流、接し方学ぶ・大村・たんぽぽ園（2017年、長崎新聞）
- 長崎県育ちの救助犬（2018年2月3日、長崎新聞）
- イブニング長崎「そこが気になる」（2018年３月26日、NHKテレビ長崎放送局）
- ヒルナンデス!!（2019年3月6日、日本テレビ）
- 人間ドキュメント・松尾晴美（2019年6月25日号、週刊女性）
- シリーズ「人間ドキュメント」Vol.４（2020年11月27日、週刊女性電子書籍版）
- つくにはBOOKS「ペット・アニマルの仕事につくには」松尾晴美に聞きました。（2020年No.2、さんぽう）
- 気づきの扉（2021年3月12日、テレビ朝日）

## 受賞歴
- 長崎県警察本部嘱託犬捜索出動回数第一位となるその後も捜索に力をいれる（2009年）
- 公益社団法人日本警察犬協会より訓練実績最高位賞受賞（日本一になる）（2013年）
- 早岐警察署より功労賞授与（2014年）
- 国際ソロプチミスト佐世保パール様より、パール賞を受賞（2014年）
- 長崎県佐世保市から、治安功労賞を授与（2014年）

## 感謝状
- 人命救助により長崎県警平戸署表彰される（2008年）
- 長崎県警平戸署より感謝状を受賞（2010年）
- 転落事案解明貢献により佐世保署から表彰をうける（2011年）
- 長崎県警佐世保警察署 から感謝状を授与（2013年）
- 長崎警察・早岐警察署より感謝状授与（2013年）
- 長崎県警川棚警察署より 行方不明者発見・保護に感謝状授与（2013年）
- 長崎県川棚警察署から感謝状授与（2013年）
- 川棚警察署から当訓練所に感謝状（不明高齢者を捜索）（2014年）
- 長崎県警早岐警察署から、感謝状（2014年）
- 皇太子殿下行啓警備に感謝状を授与される（2014年）
- 成田国際空港に警備犬・爆発物探知犬が採用（2014年）
- 新宿警察署生活安全部からジャパン使役犬活動センター（松尾晴美）に感謝状を授与（2017年）

## 災害被災地支援
- 東日本大震災・福島県（2011年3月）
- 東日本大震災・福島県南相馬市（2011年4月）
- 九州豪雨・福岡県朝倉郡杷木町（2017年7月15日）
- 九州豪雨・福岡県朝倉郡杷木町（2017年7月19日）
- 九州豪雨・福岡県朝倉郡杷木町へ使役犬派遣（2017年7月23日）

## コマーシャル
- 東京新宿アルタビジョンにて 天気予報と提供ＣＭ放映（2012年5月～9月）
- テレビコマーシャル放映「夢は叶う」（2012年4月～5月、KTNテレビ長崎）
- テレビコマーシャル放映「夢は叶う」（2012年7月～9月、KTNテレビ長崎）
- テレビコマーシャル放映「あなたらしく輝けばよい」（2012年10月、KTNテレビ長崎）
- 渋谷ビジョンにて天気予報と提供CM放映（2013年）